# Schneiderkopf

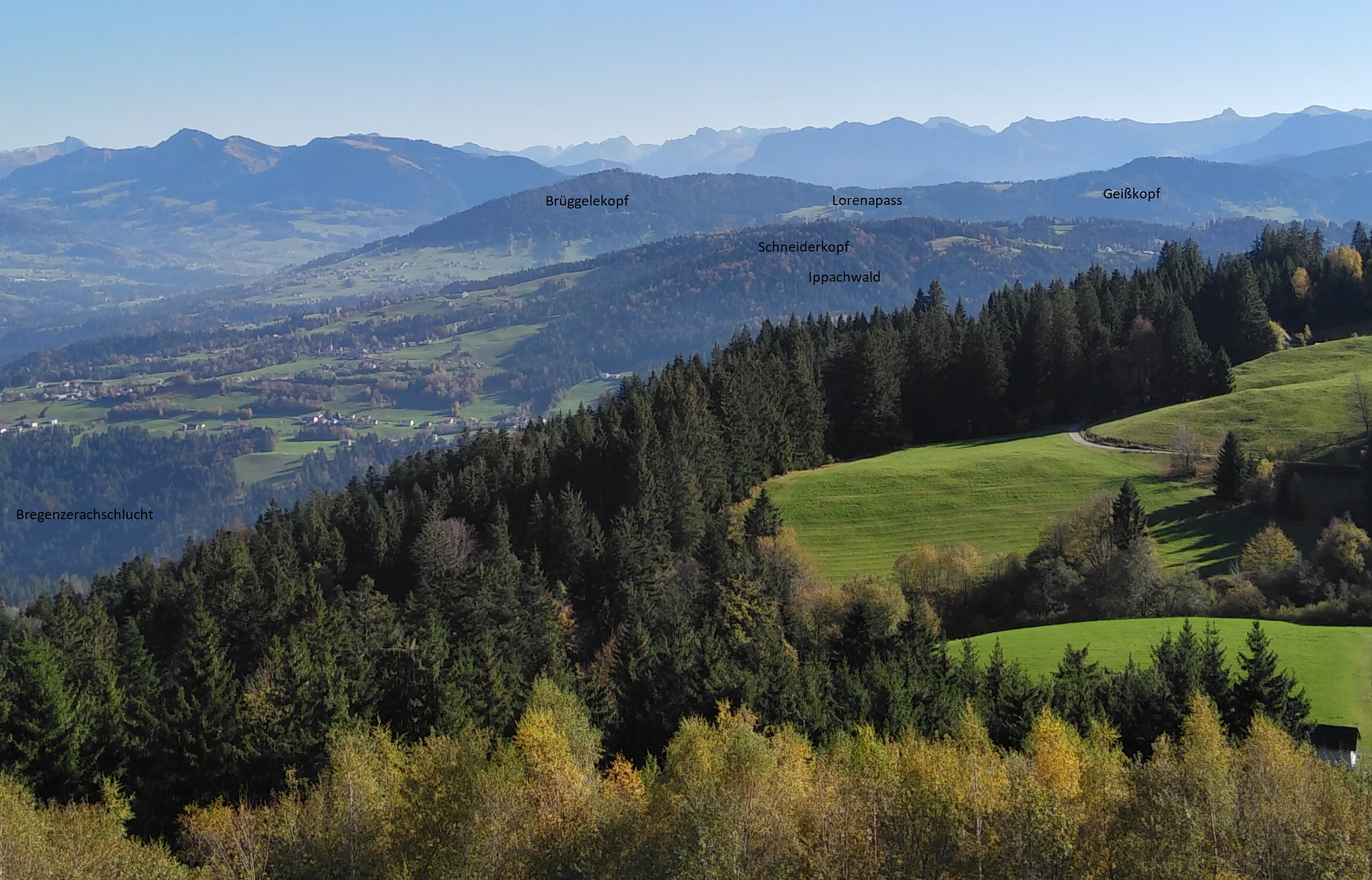
Schneiderkopf und die gesamten Lorenaberge vom Pfänder aus

Der Schneiderkopf, auch Schneiderkopfkamm, Steußberg oder Bildsteiner Rücken genannt, ist ein 971 m ü. A. hoher durch Furchen gegliederter Bergrücken im Bregenzerwaldgebirge. Er ist auch ein Sektor der Lorenaberge nach der Alpenvereineinteilung der Ostalpen bzw. der SOIUSA. Er ist der Hausberg der Gemeinden Wolfurt, Buch und Bildstein im Bezirk Bregenz in Vorarlberg in Österreich. Die höchste Erhebung heißt Schneiderkopf. Der gesamte flache Bergrücken heißt Schneiderkopf (AVE), Schneiderkopfgebiet, Schneiderkopfkamm (SOIUSA) oder Steußberg. Der Name „Schneiders“ ist nicht deckungsgleich mit dem Schneiderkopf, Schneiders ist ein Ortsteil von Bildstein nahe am Schneiderkopf. Der nördliche Teil ist bewaldet und bildet den Ippachwald.

## Einordnung

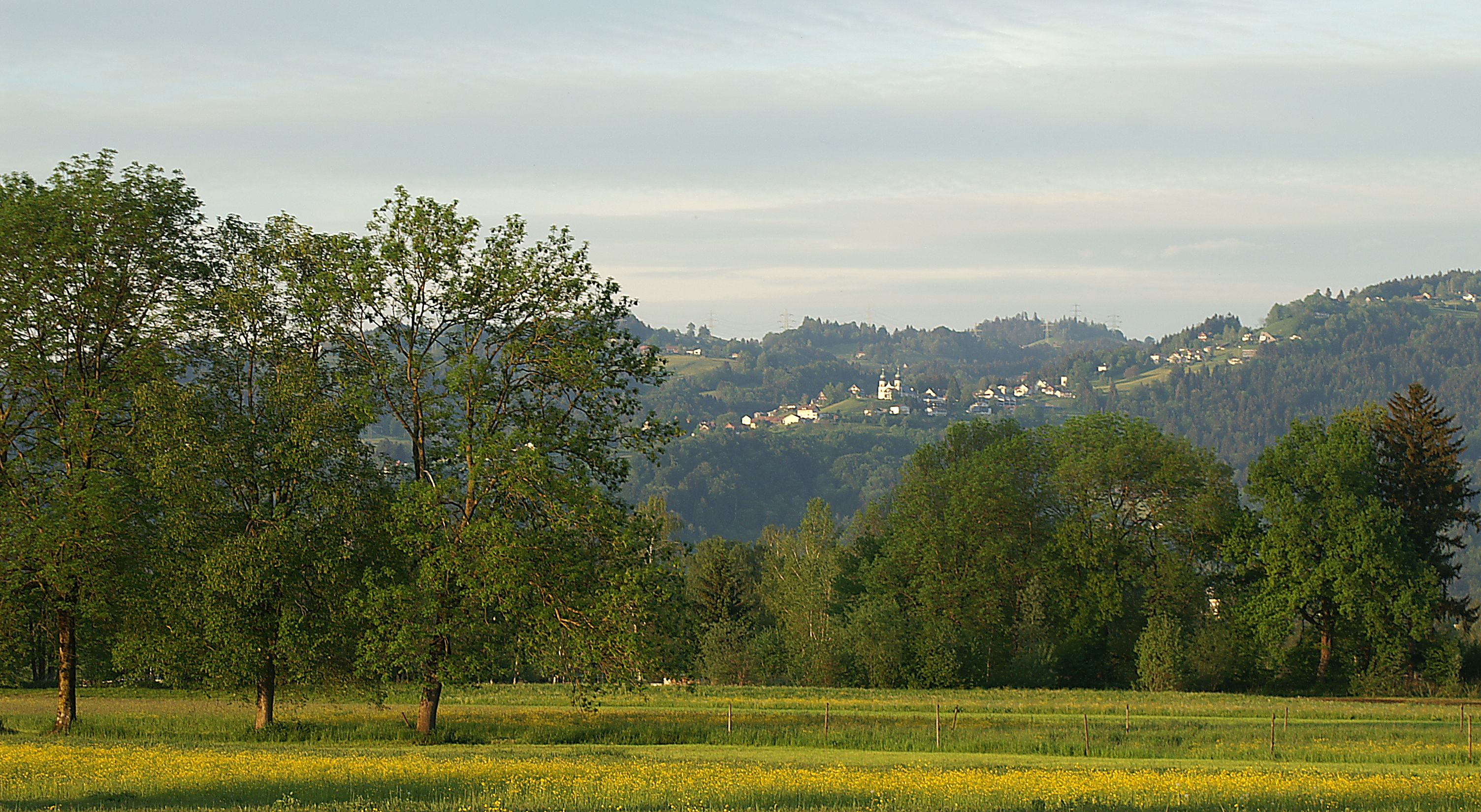
Blick aus Südwest von Dornbirn nach Bildstein, hinten der Schneiderkopf

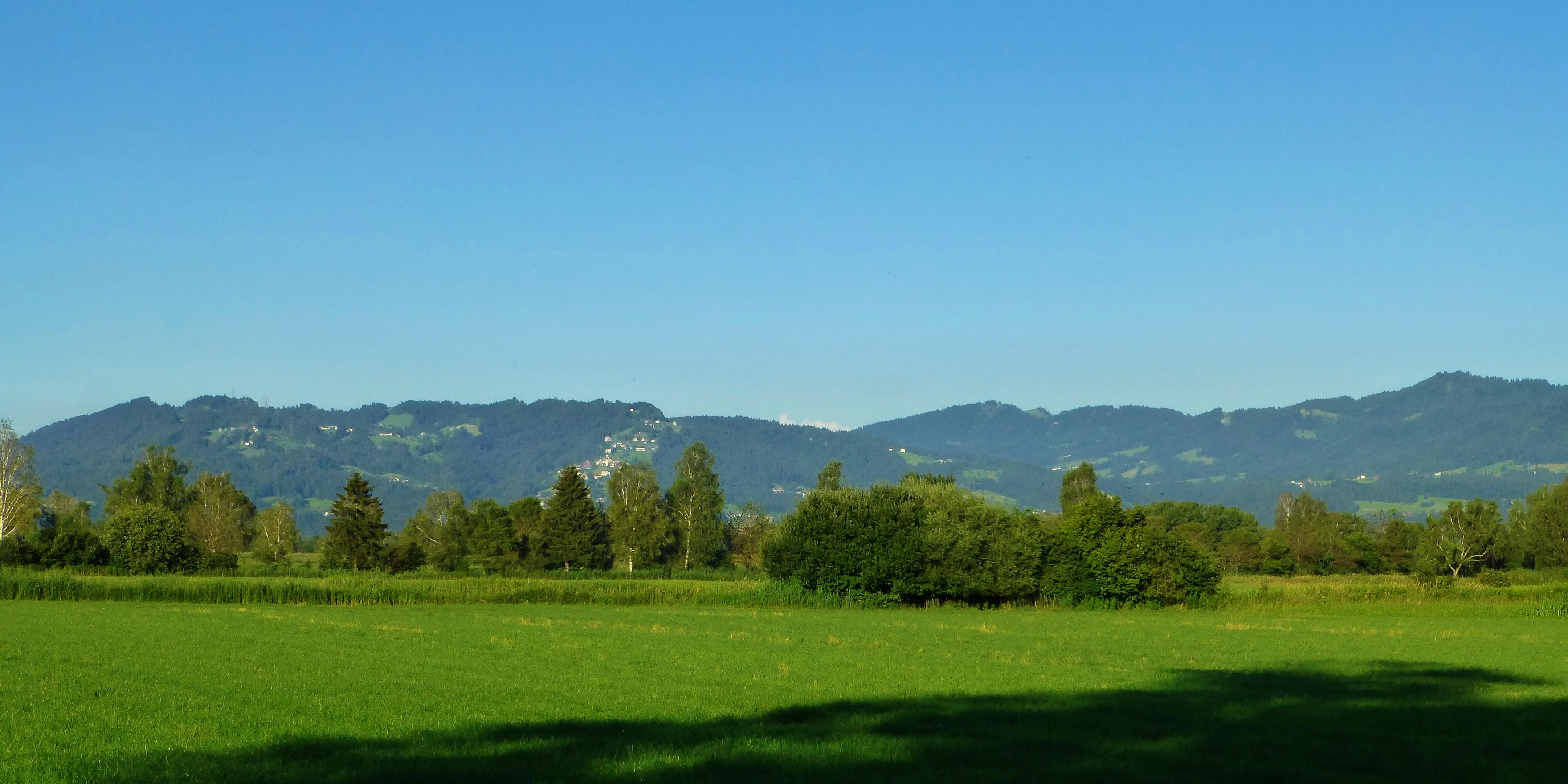
Schneiderkopf und Lorenaberge von Westen

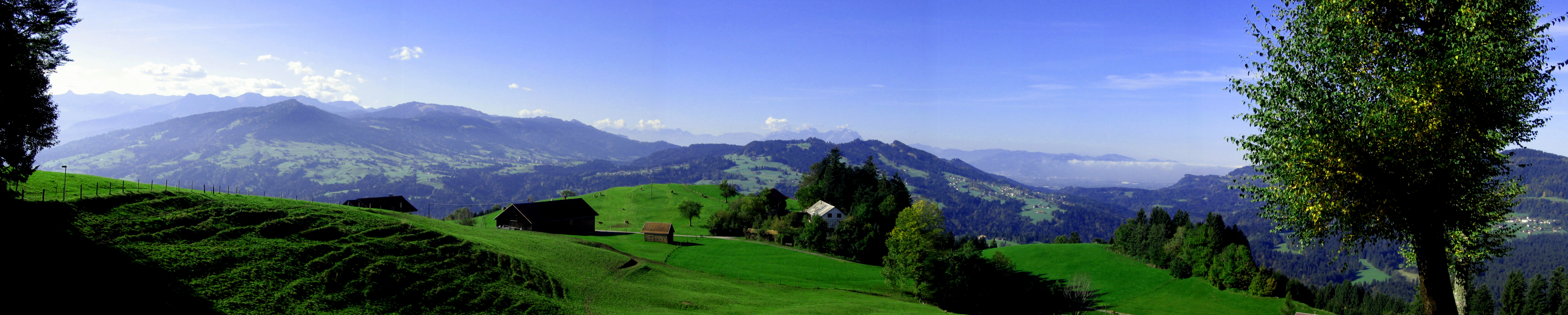
Blick von Norden (Doren) auf den Schneiderkopf (Bildmitte)

| Einordnung nach SOIUSA | Einordnung nach SOIUSA | Einordnung nach SOIUSA          |
| ---------------------- | ---------------------- | ------------------------------- |
| Teil                   | II                     | Ostalpen                        |
| Sektor                 | II/B                   | Nördliche Ostalpen              |
| Abschnitt              | 22                     | Bayerische Alpen                |
| Sektor                 | 22/A                   | Allgäuer und Bregenzer Alpen    |
| Unterabschnitt         | 22.I                   | Bregenzerwaldgebirge            |
| Obergruppe             | 22.I.A                 | Westliches Bregenzerwaldgebirge |
| Gruppe                 | 22.I.4                 | First-Hochälpele-Geißkopf-Kette |
| Untergruppe            | 22.I.4.c               | Lorenaberge i. w. S.            |
| Sektor der Untergruppe | 22.I-A.4.c/b           | Schneiderkopfkamm               |

## Lage und Geologie
Der Schneiderkopf ist an der Grenze von Rheintal und Bregenzerwald. Über dieses Gebiet wurde der Bregenzerwald besiedelt. Der Schneiderkopf gehört zur Region Hofsteig. Der Sattelpunkt zum benachbarten Brüggelekopf ist die Alberschwender Passschwelle mit einer Höhe von 710 m. Die Schartenhöhe beträgt dementsprechend mindestens 261 m. Der Brüggelekopf liegt im Südosten, der Geißkopf liegt im Südsüdosten. Alle drei Berge gehören zu den Lorenabergen im weiteren Sinne. Brüggelekopf und Geißkopf mit dem Lorenapass dazwischen bilden die Lorenaberge im engeren Sinne. Der Schneiderkopf ist der nördlichste Berg des Bregenzerwaldgebirges. Im Nordnordwesten liegt der Pfänder, der zum Pfänderstock und zu den Allgäuer Voralpen westlich der Iller gehört. Zwischen Schneiderkopf und Pfänder liegt die Bregenzerachschlucht, die ein Natura 2000 Schutzgebiet ist. Der Schneiderkopf liegt an der Grenze der Gemeinden Buch und Bildstein. Diese beiden Gemeinden hießen früher Steußberg.

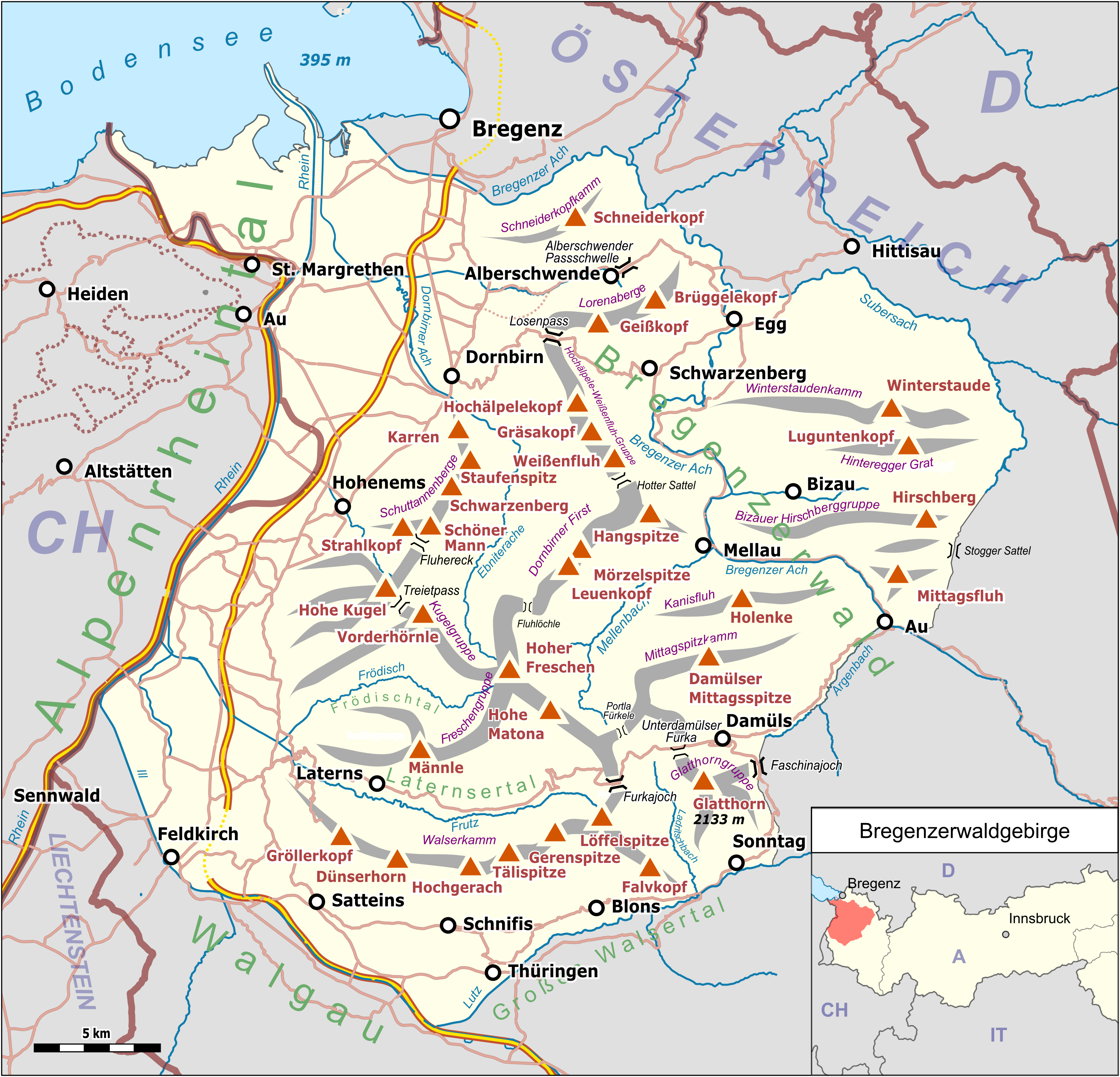
Ganz im Norden des Bregenzerwaldgebirges ist der Schneiderkopf.

Der Schneiderkopf ist der höchste Punkt des Höhenrückens, der Steußberg genannt wird, heute ist auch Schneiderkopfkamm gebräuchlich, obwohl es eher ein rundlicher Bergrücken ist.
Der Schneiderkopf Bergrücken wird im Norden von der Bregenzer Ache begrenzt, im Osten vom Fallbach und der Alberschwender Passschwelle, im Süden von der Schwarzach (Schwarzachtobel) und westlich von der Vorarlberger Rheintalebene.
Der Schneiderkopf gehört geologisch zur voralpinen Molasse, die sich während der im Paläogen (66 mya) einsetzenden Alpenauffaltung im voralpinen Becken während des Neogens (ab 22 mya) bildete und bei fortdauernder Orogenese verformte und faltete. Die gröberen Bestandteile der Molasse blieben in Alpennähe liegen und formten die sogenannte Nagelfluh und Sandsteine. Die gefaltete Molasse wurde dann in den Eiszeiten durch die Gletscher abrasiert und abgerundet. Die subalpine Molasse ist eine Übergangslandschaft zwischen Alpen und Alpenvorland. Naturlandschaftlich wird (nach Dongus) der Schneiderkopf noch zu den Nagelfluhhöhen und Senken zwischen Bodensee und Wertach gerechnet.

## Höhe und Geländeform
Die höchste Erhebung ist eine eher flache bewaldete Kuppe mit 971 m Höhe. Dieser Punkt liegt an der Grenze zwischen Buch und Bildstein. Dort steht jetzt ein Hochspannungsmast. Dies ist der eigentliche Schneiderkopf. Ein paar hundert Meter nördlich davon ist eine halbkugelförmige Erhebung mit 963 m Höhe, ebenfalls bewaldet. Südöstlich von dieser zweiten Kuppe ist eine Wiese mit dem Gipfelkreuz „Schneiderkopf“. Daher wird die niedrigere Kuppe oft für den Schneiderkopf gehalten.

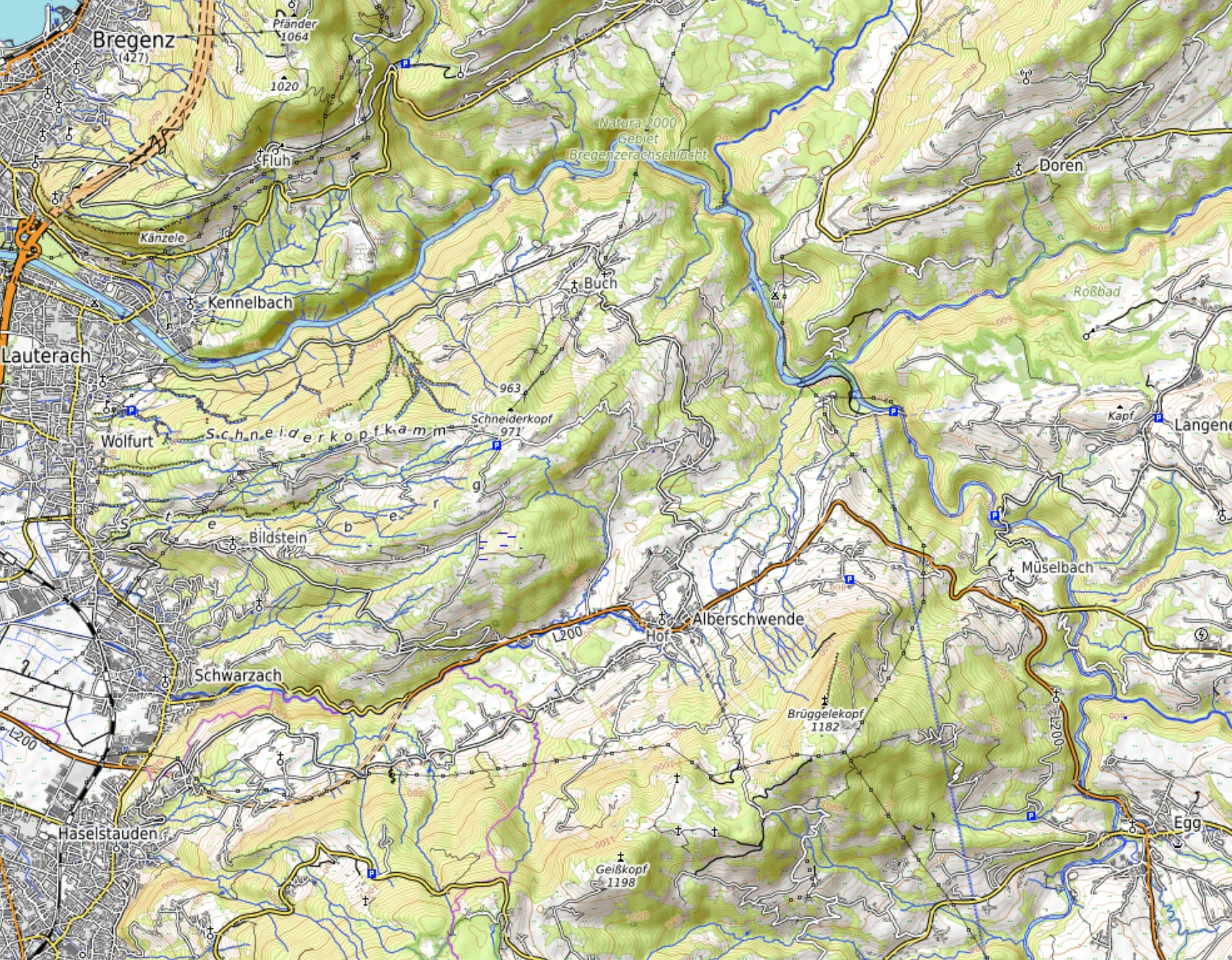
Der Schneiderkopf mit den drei Ausläufern und südöstlich die Lorenaberge im engeren Sinn (topografische Karte Opentopomap)

Das Schneiderkopfgebiet besteht aus drei Nagelfluhrippen in Form von Ausläufern Richtung Rheintalebene. Alle drei verlaufen von Ostnordost nach Westsüdwest. 

### Nördliche Ausläufer
Der nördliche Ausläufer (Schneiderkopfkamm im engeren Sinn) verläuft vom Schneiderkopf Richtung Wolfurt, nördlich des Rickenbachs. Er fällt nach Norden hin steil bergab Richtung Bregenzerachschlucht, dieser Teil ist vollständig vom Ippachwald bedeckt. Nach Süden hin ist es flacher, hier sind einige Parzellen von Bildstein: Schneiders, Gitzen, Bereuter, Staudach und Meschen. Richtung Wolfurt fächert sich der Ausläufer auf, der Hauptrücken läuft nördlich des Eulentobelbaches. Ein bewaldeter Rücken nördlich davon ist zwischen Ippachbach und Tobelbach, er endet bei Schloss Wolfurt. Nördlich vom Tobelbach endet ein Rücken bei der Pfarrkirche Wolfurt, er ist Teil der Wasserscheide zwischen Bregenzer Ach und Dornbirner Ach.

### Mittlere Ausläufer
Der mittlere und höchste Ausläufer geht über Oberbildstein und Bildstein (Bildsteiner Höhe, früher auch Steußberg). Begrenzt wird dieser Rücken nördlich vom Rickenbach, südlich von der Minderach. Der mittlere Ausläufer, der Steußberg im engeren Sinn, heute Bildsteiner Höhe genannt, läuft vom Schneiderkopf zuerst nach Süden bis zur Bildsteiner Parzelle Buggenegg, dann nach Westen zu den Parzellen Oberbildstein, Geisbirn, Knobel und zum Dorfkern von Bildstein und weiter über die Parzelle Ankenreute nach Rickenbach in Wolfurt.

### Südliche Ausläufer

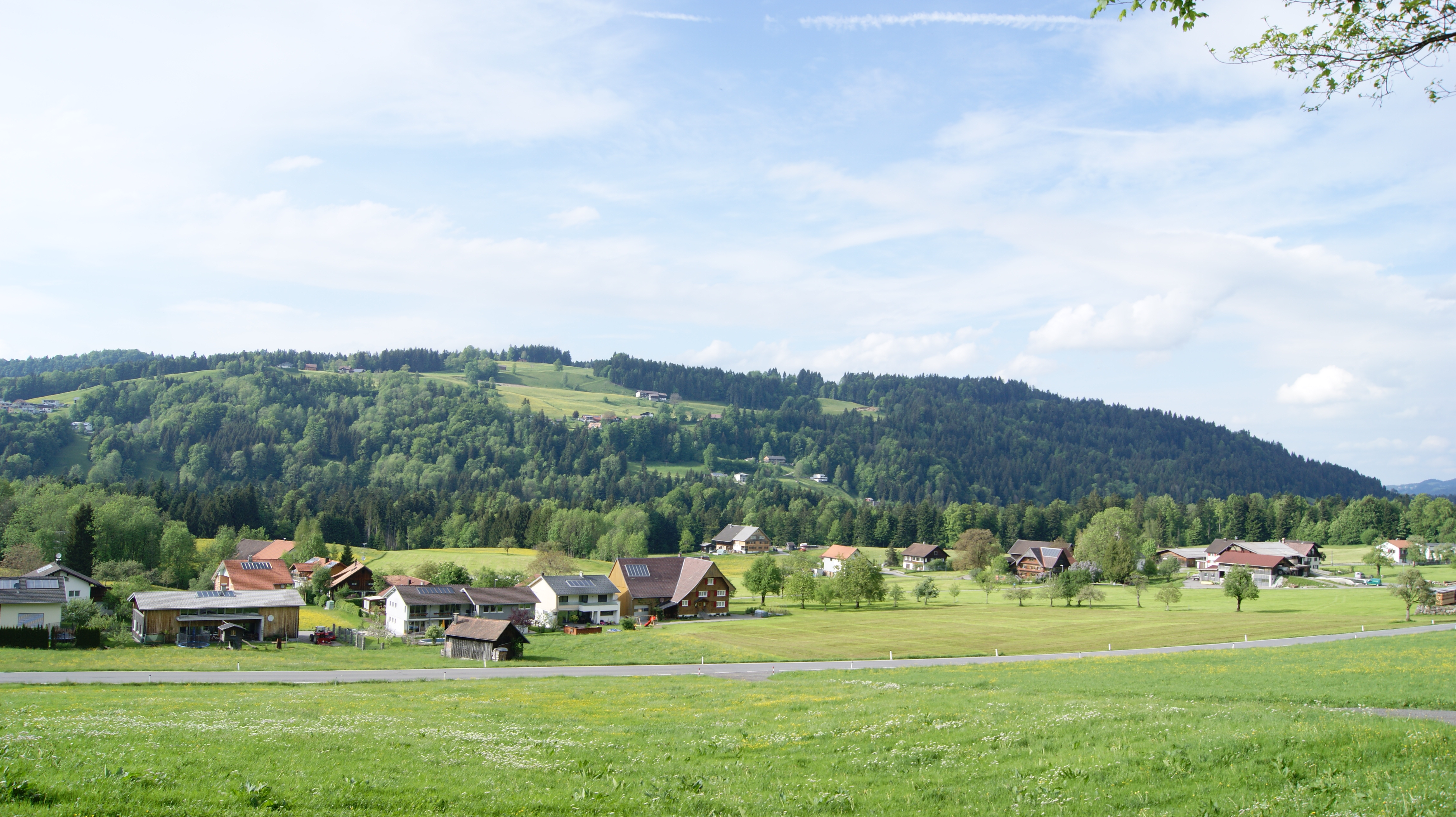
Farnacher Berg, südliche Ausläufer des Schneiderkopfgebiets

Der südliche Ausläufer heißt Farnacherberg und läuft über Farnach in Richtung Schwarzach. Dort nennt man den Ausläufer Linzenberg. Der südliche Ausläufer geht von Oberbildstein zuerst südlich zum Farnachmoos und dann südwestlich nach Farnach und weiter westlich über den Linzenberg nach Schwarzach.
Die Bezeichnungen sind nicht einheitlich, auf Landkarten fehlt die Bezeichnung oft gänzlich, auch in der basemap.
|                               | alle Bezeichnungen | basemap       | SOIUSA            | AVE           | OSM               | Biotopinventar Vorarlberg |
| ----------------------------- | --- | ------------- | ----------------- | ------------- | ----------------- | ------------------------- |
| höchste Erhebung              | Schneiderkopf, Schneiderspitze, Schneiderkopfspitz                                                                            | Schneiderkopf | Schneiderkopf     | Schneiderkopf | Schneiderkopf     | Schneiderkopf             |
| gesamte Bergrücken            | Schneiderkopf, Schneiderkopfkamm, Schneiderkopfgebiet, Steußberg, Bildsteiner Rücken, Bildsteiner Höhen, Schneiderspitzgruppe | fehlt         | Schneiderkopfkamm | Schneiderkopf |                   | Bildsteiner Rücken        |
| nördliche Ausläufer           | Schneiderkopfkamm i. e. S. | fehlt         |                   |               | Schneiderkopfkamm |                           |
| mittlere Ausläufer            | Steußberg i. e. S., Bildsteiner Höhe                                                                                          | fehlt         |                   |               | Steußberg         |                           |
| südliche Ausläufer            | Farnacherberg | fehlt         |                   |               | Farnacherberg     |                           |
| Ende des südlichen Ausläufers | Linzenberg | fehlt         |                   |               |                   |                           |

## Gewässer
Das Schneiderkopfgebiet ist sehr niederschlagsreich. Folgende Gewässer entwässern das Schneiderkopfgebiet in Richtung Bregenzer Ach (Auswahl): Fallbach, Loibergraben, Bruckgraben, Ippachgraben und Plattabach. Alle Bäche haben tiefe Tobel in den Ippachwald gegraben, daher stammen auch die Namen mit Endung -graben.
In die Dornbirner Ach entwässern (Auswahl): Tobelbach, Ippachbach, Himmelreichbach, Eulentobelbach, Bannholzbach, Rickenbach, Oberer Schlattgraben, Minderach und Schwarzach. Auch diese Gewässer haben alle tiefe Tobel gebildet.

## Tourismus
Das Schneiderkopfgebiet ist ein beliebtes Wandergebiet. Von Buch aus gelangt man über drei verschiedene Wege auf den Schneiderkopf. Von Wolfurt aus gelangt man über den Dreiländerblick oder über die alte Bucherstraße auf den Schneiderkopf. Von Bildstein aus gibt es ebenfalls mehrere Varianten. Die Strecke Wolfurt – Frickenesch – Dreiländerblick – Schneiderkopf – Alberschwende ist Teil des Fernwanderweges Maximiliansweg. Von Buch aus geht ein Schilift auf den Schneiderkopf. Das Schigebiet Schneiderkopf-Buch hat nur zwei Lifte und ist gut für Kinder und Anfänger geeignet. Dieses Schigebiet liegt unterhalb von 900 m und hat durch den Klimawandel Existenzprobleme, da die Schneelage immer schlechter wird.
Im Schneiderkopfgebiet sind zwei Naturschutzgebiete, das Naturschutzgebiet Farnachmoos und die Bregenzerachschlucht.